# Aristeu (filòsof)
Aristeu (en llatí Aristaeus en grec antic Αρισται̂ος "Aristaios") fill de Damofó de Crotona, fou un filòsof pitagòric que, segons diu Iàmblic de Calcis va succeir a Pitàgores al front de l'escola pitagòrica i es va casar amb la seva vídua Theano.
Va ser l'autor d'algunes obres sobre matemàtiques utilitzats per Euclides. Estobeu va fer un extracte d'una obra sobre harmonia (Περὶ Ἁρμονίας), d'Aristeu, que podria ser aquest mateix personatge. Fabricius l'inclou a la Bibliotheca Graeca.